# 1546 en France
Chronologie de la France
- 1542
- 1543
- 1544
- 1545
- 1546
- 1547
- 1548
- 1549
- 1550

## Événements
- 7 juin : traité d’Ardres entre François Ier et Henri VIII d’Angleterre, qui restitue Boulogne à la France contre une forte rançon[1].
- 2 août : François Ier confie à Pierre Lescot les travaux d’agrandissement du Louvre[2].
- 3 août : l’imprimeur et humaniste Étienne Dolet est brûlé sur la place Maubert à Paris comme hérétique et athée[3].
- 8 octobre : exécution de 14 réformés à Meaux[4].
- 15 octobre : Jean de Morvillier prend son poste d'ambassadeur auprès de la république de Venise (fin en 1550)[5].

- Le rapport adressé au Sénat de Venise en 1546 par l'ambassadeur Marino Cavalli au terme de sa troisième légation en France dresse un tableau très éloquent de l'état du royaume et de la cour : « La France est non seulement le plus noble royaume de la chrétienté, aussi ancien que notre république, mais encore le plus favorisé de la nature par sa position si commode et si sûre. » Il insiste sur le caractère de puissance « absolue » du pouvoir du roi de France[6] : « Mais pour ce qui est des grandes affaires de l'état, de la paix ou de la guerre, sa majesté, docile en tout le reste, veut que les autres obéissent à sa volonté. »

## Naissances en 1546
- Maurice Bressieu, mathématicien et humaniste français.
- Philippe Desportes, poète baroque français.
- 2 avril: Élisabeth de France, fille aînée du dauphin Henri et de Catherine de Médicis au château de Fontainebleau.

## Décès en 1546
- 1er août : Pierre Favre, jésuite français
- 3 août :  Étienne Dolet, imprimeur français.